# Polypedilum intermedium
Polypedilum intermedium är en tvåvingeart som beskrevs av Albu 1966. Polypedilum intermedium ingår i släktet Polypedilum och familjen fjädermyggor. Inga underarter finns listade i Catalogue of Life.